# 周逸群

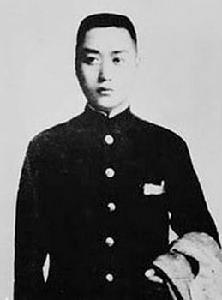
周逸群

周逸群（1896年6月25日—1931年5月20日），字立鳳，贵州銅仁人，祖籍湖北蒲圻县楊柳村周家園（今赤壁市），中国工农红军高级将领。湘鄂西革命根据地和湘鄂西红军的创始人之一。

## 生平
早年父母双亡，由族叔周自炳等人抚养。1913年入贵阳南明学校中学部读书，1919年前往日本留学。1924年初回国，与恽代英等人在上海以文章宣扬革命，10月投笔从戎，入黄埔军校第二期，11月加入中国共产党，参与创办中国青年军人联合会。北伐开始后，周受委派前往常德联络贺龙部武装，8月，任国民革命军第九军第1师政治部主任（师长贺龙）。1927年8月1日，周逸群参与领导南昌起义，贺龙经其介绍加入了中国共产党。会昌战斗后，周留守潮州，组织抵抗。1928年，周与贺龙等人前往湖北、湖南边境，开拓湘鄂边苏区，5月，周创建洪湖赤卫队，后担任红六军政委。1930年7月，红二军团成立，周任政委。1931年5月，周在前往华容县视察工作时，在岳阳县贾家凉亭遭到国民政府军队伏击，20日阵亡。由当地群众安葬于君山许市镇月台村。